# Baeopogon
Baeopogon is een geslacht van zangvogels uit de familie buulbuuls (Pycnonotidae).

## Soorten
Het geslacht kent de volgende soorten:
- Baeopogon clamans  – Sjöstedts buulbuul
- Baeopogon indicator  – Witstaartbuulbuul